# 派瓦堡
派瓦堡（葡萄牙語：Castelo de Paiva），是葡萄牙的城鎮，位於該國中北部，由阿威羅區負責管轄，始建於1513年12月1日，面積115.01平方公里，2011年人口16,733，人口密度每平方公里145.49人。